# Buslotjärnen
Buslotjärnen är en sjö i Torsby kommun i Värmland och ingår i Göta älvs huvudavrinningsområde. Buslotjärnen ligger i Åskakskölen Natura 2000-område.